# 申善浩
申 善浩（シン ソノ、1947年6月 - ）は、大韓民国の実業家。1970年代後半に急成長と没落を遂げた新興財閥・栗山（ユルサン）グループ (ko:율산그룹) を率いた。本貫は高霊申氏。

## 経歴
全羅南道高興郡生まれ。ソウル大学校卒業。
1975年6月、27歳のときに、大学時代の同窓生とともに貿易商社・栗山実業を資本金100万ウォンで設立。中東に向けての建築資材の輸出で急成長を遂げた。朴正煕政権の輸出産業育成政策に乗り、わずか4年のうちに栗山建設・栗山重工業・栗山海運などの企業を設立した。若く野心的な実業家の成功は韓国の高度経済成長の象徴とも「栗山神話」とも称されたが、無理な事業拡張などから1979年に巨額の不渡りを出して会社は倒産、グループは解体した。栗山グループの短い光芒を描いた朱致鎬の実録風小説『ソウルはいま何時か』（1983年）は韓国でベストセラーとなった。
1977年11月、将来的な運輸拠点とするべくソウル総合ターミナルの広大な敷地を買い入れている。栗山グループの解体後は、最後に残された資産となった同ターミナルを拠点に経済活動を続け、2000年からはセントラルシティグループの会長を務める。韓国のマスコミには、没落からの再起を果たした経済人として取り上げられる。
妻の父は言論人の夫琓爀。

## 関連書籍
- 朱致鎬（金容権訳）『ソウルはいま何時か』（潮出版社、1986年）